# O mână de oase (film)
O mână de oase (denumire originală Bag of Bones) este un film de groază de televiziune american format din două părți. Filmul se bazează pe romanul omonim scris de Stephen King. Regizat de Mick Garris după un scenariu de Matt Venne, filmul (considerat miniserial TV) a avut premiera în 2011 la A&E Network.

## Distribuție
| Actor              | Rol            | Note  |
| ------------------ | -------------- | ----- |
| Pierce Brosnan     | Mike Noonan    |       |
| Annabeth Gish      | Johanna Noonan | [ 1 ] |
| Matt Frewer        | Sid Noonan     |       |
| Joel Freckelton    | Harold Noonan  |       |
| Anika Noni Rose    | Sara Tidwell   |       |
| William Schallert  | Max Devore     |       |
| Caitlin Carmichael | Kyra Devore    |       |
| David Sheftell     | Max Devore     | tânăr |
| Gary Levert        | George Footman |       |
| Melissa George     | Mattie         |       |
| Jason Priestley    | Marty          |       |

## Rezumat
Un romancier de succes, Mike Noonan (Pierce Brosnan), este frânt de durere din cauza morții soției sale, Jo, și a copilului lor nenăscut. Având o pană de inspirație și marcat de coșmaruri se întoarce la casa de vară lângă un lac din vestul ținutului Maine. În timp ce ajunge aici, devine bun prieten cu o tânără văduvă, Mattie (Melissa George), și cu fiica ei, Kyra (Caitlin Carmichael). El află că mama este într-o luptă aprigă pentru custodia fetiței cu socrul ei, Max (William Schallert), și Mike devine implicat în această confruntare. Abilitatea sa de a scrie rapid se întoarce, împreună cu și mai multe cosmaruri. În casă, el este vizitat periodic de către fantoma unei cântăreațe de blues de culoare, Sarah Tidwell (Anika Noni Rose). Prin intermediul vizitelor ei în timpul unor coșmaruri și datorită unor indicii ascunse în lucrarea sa, nepublicată anterior, Mike află adevăruri ascunse despre sine și despre oraș. 